# 横山愛子
横山 愛子（よこやま あいこ、1991年4月2日 - ）は、日本のタレント。東京都日野市出身。ホリプロ所属。

## 来歴
2009年7月5日、ホリプロの芸能人女子フットサルチーム「XANADU loves NHC」に入団し、同月にキャプテンに就任。背番号は「8」。
2014年3月、桜美林大学総合文化学群を卒業。同年8月20日、自身がキャプテンを務めるXANADU loves NHCがエイベックス主催イベント「a-nation cup 2014」で優勝。
2016年12月5日、趣味であるサッカーを通じて知り合った一般男性と婚約。そして翌年1月21日に式を挙げたことを自身のブログで公表した。
2018年2月9日に長女を出産し、1児の母になる。

## 人物
- 趣味はフットサル、サッカー。
- サッカーではFC東京、野球では阪神タイガースのファンである。なお横山は、FC東京サッカースクールのコーチを務めている。
- 小さい頃の夢は「ピンクレンジャーになること」と述べている[どこ?]。
- 好きな俳優は三浦春馬、綾瀬はるかと語っている[どこ?]。また、好きな歌手はゆず、ナオト・インティライミ。
- 好きな言葉は「ありがとう」。口癖は「大丈夫」。
- ドラえもんが好きである。
- 恋愛モノのテレビドラマや映画が好きでよく観るという。
- 自分の性格を自身でブログで分析して述べており、「長所:明るく元気で、つねに笑顔☆運動神経抜群のこと！短所:→怒りっぽくて、せっかち。」と公言している。詳細は「ザナ風呂」（公式ブログ名）参照のこと。

## 出演

### テレビ番組
- アッコにおまかせ!（TBS） - 2017年10月1日まで9年間アシスタントとして出演[1]、2022年9月18日から復帰。
- 芸能界特技王決定戦 TEPPEN（2014年、フジテレビ） - リフティング部門で出場。

### テレビドラマ
- 三匹のおっさん 〜正義の味方、見参!!〜（2014年、テレビ東京）